# Потенциальное течение
Потенциа́льное тече́ние — безвихревое движение жидкости или газа, при котором деформация и перемещение малого объёма жидкости происходит без вращения (вихря). При потенциальном течении скорость жидкости может быть представлена следующим образом:
{\displaystyle {\vec {v}}=\nabla \phi (x,y,z)}
где {\displaystyle \phi (x,y,z)} — некоторая скалярная функция, называемая потенциалом скорости течения. Движение реальных жидкостей будет потенциальным в тех областях, где действие сил вязкости ничтожно мало по сравнению с действием сил давления и в которых нет завихрений, образовавшихся за счёт срыва со стенок пограничного слоя или за счёт неравномерного нагревания. Необходимым и достаточным условием потенциальности течения являются равенства:
{\displaystyle {\frac {\partial v_{x}}{\partial y}}={\frac {\partial v_{y}}{\partial x}},\quad {\frac {\partial v_{x}}{\partial z}}={\frac {\partial v_{z}}{\partial x}},\quad {\frac {\partial v_{y}}{\partial z}}={\frac {\partial v_{z}}{\partial y}}}
В двумерном случае потенциальное течение полностью описывается комплексным потенциалом.